# Wigan Warriors
Wigan Warriors es un club profesional de rugby league de la ciudad inglesa de Wigan (Gran Mánchester), que compite cada año en la Super League.

## Historia

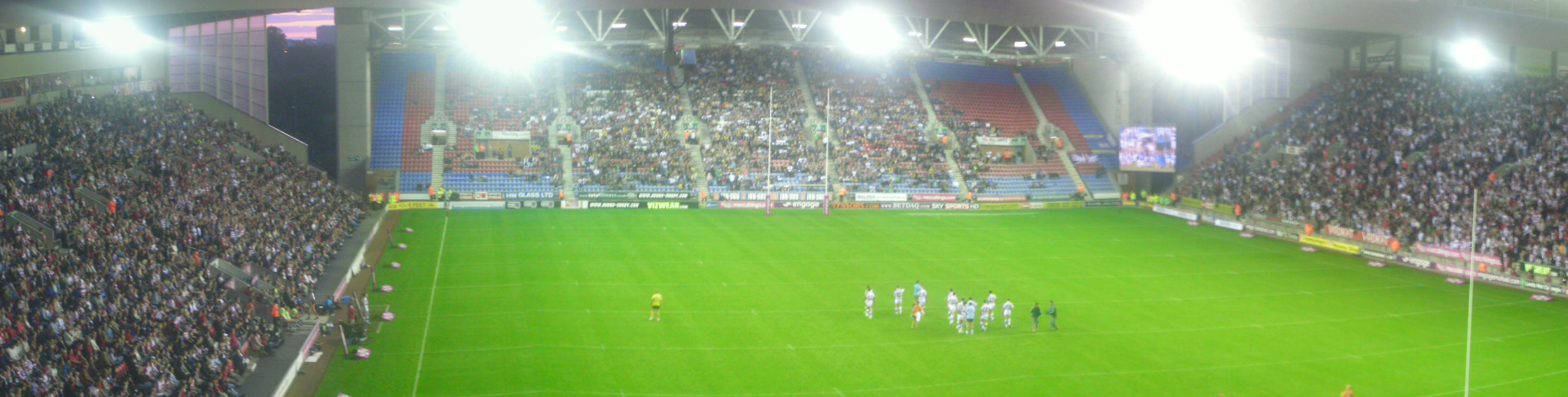
Partido entre Wigan Warriors y Leeds Rhinos en el DW Stadium

Fundado en 1872, fue uno de los clubes fundadores de la Northern Rugby Football Union en 1895, tras el cisma que dividió al primitivo Rugby Football en dos disciplinas. Se trata del club más laureado de la historia del rugby league británico, y posiblemente también mundial, con 24 campeonatos de liga (17 de RFL Championship + 7 de Super League), 20 de copa (Challenge Cup) y 5 títulos mundiales (World Club Challenge).
El equipo disputa sus partidos como local en el DW Stadium de la ciudad de Wigan, que tiene capacidad para acoger a más de 25 000 espectadores sentados en las gradas. El club tiene que compartir el estadio con el Wigan Athletic FC, equipo de fútbol que compite en la EFL One, el tercer nivel del fútbol inglés. La asistencia media de espectadores a los partidos de los Wigan Warriors en su estadio fue superior a 15 000 durante la temporada 2010.

## Palmarés

### Campeonatos mundiales
- World Club Challenge (5): 1987, 1991, 1994, 2017, 2024

### Campeonatos nacionales
- Super League (24): 1909, 1922, 1926, 1934, 1946, 1947, 1950, 1952, 1960, 1987, 1990, 1991, 1992, 1993, 1994, 1995, 1996, 1998, 2010, 2013, 2016, 2018, 2023, 2024

- Challenge Cup (21): 1924, 1929, 1948, 1951, 1958, 1959, 1965, 1985, 1988, 1989, 1990, 1991, 1992, 1993, 1994, 1995, 2002, 2011, 2013, 2022, 2024

- League Leaders' Shield (7): 1998, 2000, 2010, 2012, 2020, 2023, 2024